# Amsterdam Fashion Week

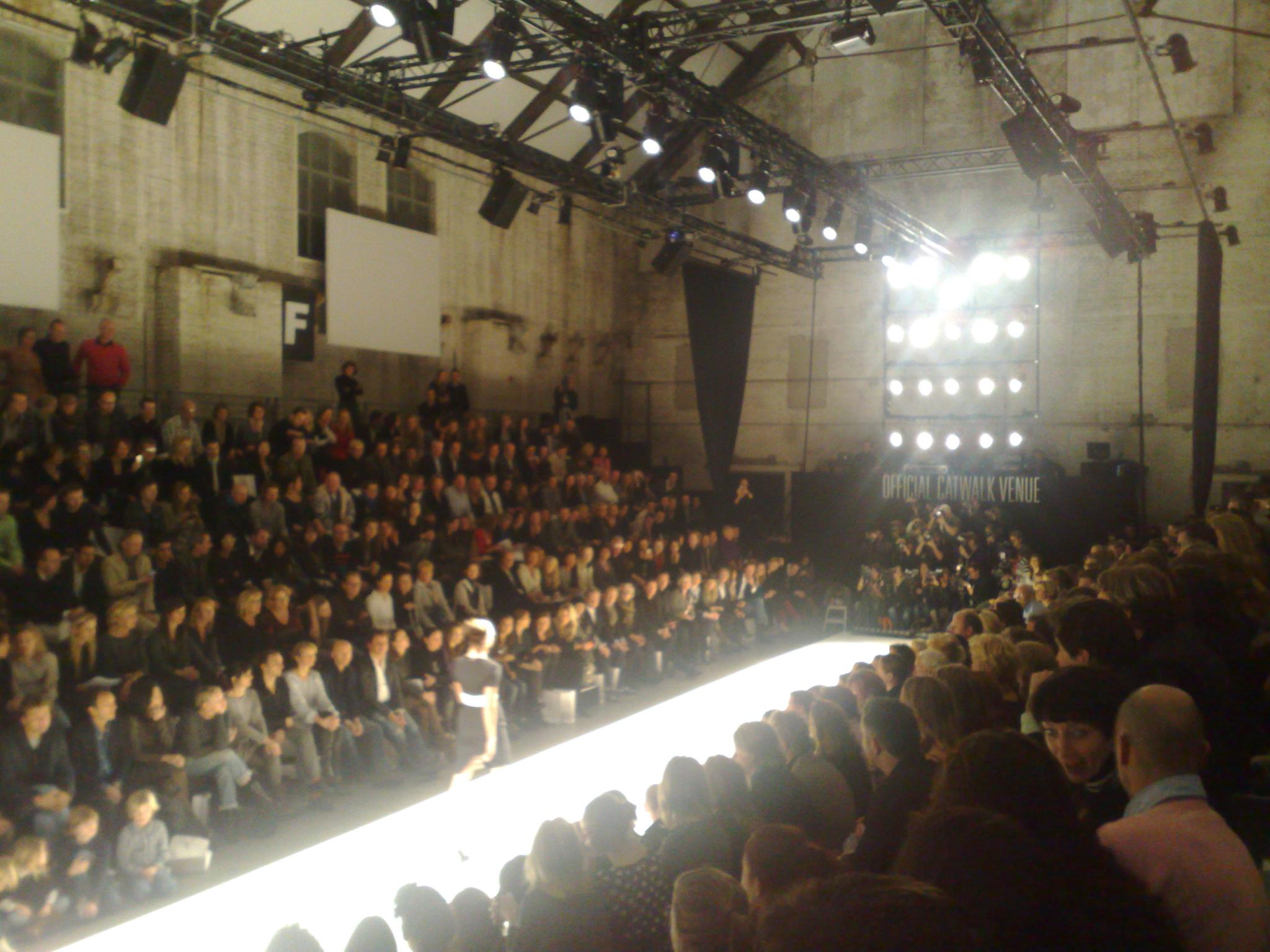
De catwalk in de Westergasfabriek in 2010

De Amsterdam Fashion Week is een mode-evenement dat twee keer per jaar plaatsvindt in de stad Amsterdam. Zowel gevestigde als beginnende ontwerpers en modemerken tonen hun collecties. De AFW werd voor professionals op het terrein van de Westergasfabriek. Na overname door Danie Bles is de fashionweek iedere editie op wisselende locaties. Naast de catwalkshows, die voor genodigden en publiek met gekochte tickets toegankelijk waren, kende de week ook een programma dat open is voor het publiek, de AIFW Downtown. Het Downtownevenement bestond uit verschillende exposities, feesten, winkelopeningen en andere gebeurtenissen op het gebied van mode, verspreid over de stad Amsterdam. Onder de leiding van de nieuwe eigenaresse is sinds 2018 alles onder één samenhorend officieel programma geplaatst. 
Een jaarlijks terugkerende show op het programma sinds 2007 is Lichting. De show heeft als doel om de beste Nederlandse academiestudenten van één jaar samen te presenteren in één show aan de modewereld. Na afloop bepaalt een jury de beste eindexamencollectie, deze student wint een geldbedrag van 10.000 euro.

## Geschiedenis
In Nederland werd vanaf 1947, tot eind jaren 1950, een halfjaarlijkse modeweek gehouden onder de naam Amsterdam Fashion Week, georganiseerd door de Nederlandse Damesconfectie Industrie. Na het instorten van de Nederlandse confectie-industrie is deze stopgezet.
De eerste editie in de huidige vorm ontstond in 2004 waarbij er drie catwalkshows plaatsvonden. De nadruk ligt sindsdien niet op confectiekleding maar op promotie van Nederlandse modeontwerpers.

## Bekende (oud)deelnemers
- Bas Kosters
- Botter
- Camiel Fortgens
- Claes Iversen
- David Laport
- Duran Lantink
- Elsien Gringhuis
- Francisco van Benthum
- G-star
- Hacked By
- Iris van Herpen
- Jan Taminiau
- Maison the Faux
- Mattijs van Bergen
- Natan
- Ninamounah
- Ronald van der Kemp
- Schepers Bosman
- Spijkers en Spijkers
- Vanilia
- Viktor & Rolf